# Villalbilla de Gumiel
Villalbilla de Gumiel é um município da Espanha na província de Burgos, comunidade autónoma de Castela e Leão, de área 26,47 km² com população de 121 habitantes (2004) e densidade populacional de 4,57 hab/km².

## Demografia
| Variação demográfica do município entre 1991 e 2004 | Variação demográfica do município entre 1991 e 2004 | Variação demográfica do município entre 1991 e 2004 | Variação demográfica do município entre 1991 e 2004 |
| --------------------------------------------------- | --------------------------------------------------- | --------------------------------------------------- | --------------------------------------------------- |
| 1991                                                | 1996                                                | 2001                                                | 2004                                                |
| 156                                                 | 144                                                 | 127                                                 | 121                                                 |